# Герб Городнянського району
Герб Городнянського райо́ну — офіційний символ Городнянського району Чернігівської області, затверджений 22 вересня 2009 року рішенням Городнянської районної ради.

## Опис
Щит поділений перекинуто-вилоподібно. Посередині щита два срібні ключі в косий хрест. Над ключами та з боків від них на першому зеленому та другому червоному полях по одній золотій восьмипроменевій зірці. На третьому лазуровому полі золотий якір. Щит облямований золотим картушем, увінчаний образом Богородиці з омофором і обрамлений декоративним вінком із гілок сосни та квіток льону. На червоній девізній стрічці золотий напис «Городнянський район».
Комп'ютерна графіка — В. М. Напиткін.